# Tobias martinezi
Tobias martinezi là một loài nhện trong họ Thomisidae.
Loài này thuộc chi Tobias. Tobias martinezi được miêu tả năm 1955 bởi Birabén.